# الحمام (يريم)

تعديل مصدري - تعديل

الحمام محلة تابعة لقرية القداري، التابعة لعزلة خودان بمديرية يريم إحدى مديريات محافظة إب في الجمهورية اليمنية.، بلغ تعداد سكانها 24 حسب تعداد اليمن لعام 2004.